# Primeira Divisão 1982-1983
La Primeira Divisão 1982-1983 è stata la 45ª edizione della massima serie del campionato portoghese di calcio e si è conclusa con la vittoria del Benfica, al suo venticinquesimo titolo.
Capocannoniere del torneo è stato Fernando Gomes (Porto) con 36 reti.

## Classifica finale
|    | Classifica           | Pt | G  | V  | N  | P  | GF | GS |
| -- | -------------------- | -- | -- | -- | -- | -- | -- | -- |
| 1  | Benfica              | 51 | 30 | 22 | 7  | 1  | 67 | 13 |
| 2  | Porto                | 47 | 30 | 20 | 7  | 3  | 73 | 18 |
| 3  | Sporting             | 42 | 30 | 18 | 6  | 6  | 48 | 25 |
| 4  | Vitória de Guimarães | 32 | 30 | 11 | 10 | 9  | 35 | 24 |
| 5  | Boavista             | 30 | 30 | 12 | 6  | 12 | 32 | 38 |
| 6  | Sporting Braga       | 29 | 30 | 13 | 3  | 14 | 41 | 43 |
| 7  | Vitória Setúbal      | 29 | 30 | 12 | 5  | 13 | 29 | 33 |
| 8  | Rio Ave              | 29 | 30 | 13 | 3  | 14 | 43 | 45 |
| 9  | Portimonense         | 29 | 30 | 11 | 7  | 12 | 35 | 31 |
| 10 | Salgueiros           | 27 | 30 | 9  | 9  | 12 | 26 | 36 |
| 11 | Estoril-Praia        | 26 | 30 | 9  | 8  | 13 | 26 | 39 |
| 12 | Varzim               | 26 | 30 | 8  | 10 | 12 | 23 | 39 |
| 13 | Sporting de Espinho  | 25 | 30 | 9  | 7  | 14 | 23 | 37 |
| 14 | Marítimo             | 25 | 30 | 8  | 9  | 13 | 26 | 38 |
| 15 | Amora                | 18 | 30 | 6  | 6  | 18 | 23 | 55 |
| 16 | Alcobaça             | 15 | 30 | 4  | 7  | 19 | 20 | 56 |

### Verdetti
- Benfica campione di Portogallo 1982-1983.
- Benfica qualificato alla Coppa dei Campioni 1983-1984.
- Porto qualificato alla Coppa delle Coppe 1983-1984.
- Sporting Lisbona e  Vitória Guimarães  qualificate alla Coppa UEFA 1983-1984.
- Marítimo,  Amora e  Alcobaça retrocesse.